# Suối Nước Nghèo
Suối Nước Nghèo là một con suối đổ ra Sông Tang. Suối Nước Nghèo chảy qua các tỉnh Quảng Ngãi, Quảng Nam 
Suối có chiều dài 11 km và diện tích lưu vực là 39 km² .
Suối Nước Nghèo là ranh giới giữa xã Trà Ka huyện Trà Bồng tỉnh Quảng Ngãi và Trà Giáp huyện Bắc Trà My tỉnh Quảng Nam.